# Extraktionsmittel
Als Extraktionsmittel (auch Auszugsmittel) werden in der Chemie Stoffe bezeichnet, mit denen aus einem Extraktionsgut eine Wertstoff-Komponente (Extrakt) selektiv herausgelöst wird (übrig bleibt der Extraktionsrückstand). Das Verfahren selbst wird als Extraktion bezeichnet und ist eine Methode zur Stofftrennung, Stoffgewinnung oder Stoffanreicherung. Als Extraktionsmittel werden beispielsweise  Lösungsmittel, überkritische Fluide oder Adsorptionsmittel zur physikalischen Adsorption bzw. physikalischen Extraktion oder Komplexbildner zur chemischen Absorption bzw. chemischen Extraktion verwendet.
Bei chemischen Verfahren finden eine Vielzahl von unterschiedlichen Extraktionsmitteln Anwendung. Beispiele: Man kann mit heißem Wasser bestimmte Komponenten eines Gemisches herauslösen oder mittels organischer Lösungsmittel (wie z. B. Hexan oder Chloroform) werden Reaktionsgemische aus chemischen Syntheseansätzen gelegentlich aufgetrennt, auch verflüssigte Gase (überkritisches Kohlenstoffdioxid oder Butan) werden als Extraktionsmittel eingesetzt. Ein Nachteil bei der Verwendung von Extraktionsmitteln besteht darin, dass zumeist sehr geringe Mengen des Extraktionsmittels in den aufgereinigten Produkten zurückbleiben.

## Anwendungsbeispiele
Natürliche Aromastoffe und Aromaextrakte werden unter anderem durch Extraktion mit Lösungsmitteln gewonnen. In Deutschland sind gemäß § 4 der Aromenverordnung (AromV) enthaltene Lösungsmittel zu kennzeichnen, wenn sie an den Endverbraucher abgegeben werden.
Die Entkoffeinierung von Kaffee erfolgt im technischen Maßstab über Extraktionsverfahren, wobei als Extraktionsmittel entweder Dichlormethan, Essigsäureethylester oder überkritisches Kohlendioxid eingesetzt werden.
Fraktionierte Speisefette und Speiseöle werden eher durch Abkühlen und anschließendes Abtrennen der höher (Stearine) von niedriger (Oleine) schmelzenden Anteilen, aber auch unter Verwendung von Lösungs- oder Netzmitteln, hergestellt.
In der Pharmazie werden für die Herstellung von Drogenauszügen unter anderem Wasser, Ethanol, Ammoniakwasser, Diethylether und Methanol verwendet. Beispiel: Der Wirkstoff des pflanzlichen Beruhigungsmittels aus der Baldrianwurzel kann mit Methanol oder Ethanol gewonnen werden.